# Taraxacum lojoense
Taraxacum lojoense — вид квіткових рослин з родини айстрових (Asteraceae). Вид зростає в Європі: Чехія, Фінляндія, Франція, Німеччина, Польща, Швейцарія; це багаторічна рослина помірних біомів.